# Franciszek Ksawery Sapieha
Franciszek Ksawery Sapieha herbu Lis (ur. 1741, zm. 10 lutego 1808 w Cienkowicach) – ostatni wojewoda smoleński, konsyliarz z Senatu w konfederacji targowickiej, wyznaczony przez konfederację targowicką do sądów ulitimae instantiae Wielkiego Księstwa Litewskiego w 1793 roku i do zasiadania w Departamencie Interesów Cudzoziemskich Rady Nieustającej w 1792 roku, komandor maltański (w zakonie od 1798 roku).
Był synem Ignacego i Anny z Krasickich, bratem Józefa i Kajetana Michała. Ojciec Mikołaja i Pawła.
W latach 50. kształcił się w Warszawie, po czym rozpoczął karierę wojskową. W 1763 został porucznikiem w chorągwi petyhorskiej, a od 1768 jej pułkownikiem.
Dzięki protekcji bratanka Kazimierza Nestora Sapiehy otrzymał w 1791 tytuł wojewody smoleńskiego i Order Świętego Stanisława. Był członkiem konfederacji Sejmu Czteroletniego. Był zaliczany do osób przeciwnych Konstytucji 3 maja.
W 1773 roku odznaczony został Orderem Świętego Huberta.